# Tritonaclia erubescense
Tritonaclia erubescense är en fjärilsart som beskrevs av George Francis Hampson 1901. Tritonaclia erubescense ingår i släktet Tritonaclia och familjen björnspinnare. Inga underarter finns listade i Catalogue of Life.